# The Electric Prunes (album)
Az 1967-es The Electric Prunes a The Electric Prunes debütáló nagylemeze. Az album első dala, az I Had Too Much to Dream (Last Night) nagy sláger volt, és az együttes védjegyévé vált. A lemezen még egy fontos pszichedelikus rock dal található, a Get Me to the World on Time.
Az album szerepel az 1001 lemez, amit hallanod kell, mielőtt meghalsz című könyvben.

## Az album dalai
| 1. | I Had Too Much to Dream (Last Night)          | Mantz, Tucker                           | 2:55 |
| 2. | Bangles                                       | Walsh                                   | 2:27 |
| 3. | Onie                                          | Mantz, Tucker                           | 2:43 |
| 4. | Are You Lovin' Me More (But Enjoying It Less) | Mantz, Tucker                           | 2:21 |
| 5. | Train for Tomorrow                            | Lowe, Ritter, Spagnola, Tulin, Williams | 3:00 |
| 6. | Sold to the Highest Bidder                    | Mantz, Tucker                           | 2:16 |

| 1. | Get Me to the World on Time       | Mantz, Tucker | 2:30 |
| 2. | About a Quarter to Nine           | Dubin, Warren | 2:07 |
| 3. | The King Is in the Counting House | Mantz, Tucker | 2:00 |
| 4. | Luvin'                            | Lowe, Tulin   | 2:03 |
| 5. | Try Me on for Size                | Jones, Tucker | 2:19 |
| 6. | The Toonerville Trolley           | Mantz, Tucker | 2:34 |

| 1. | Ain't It Hard | Tillison | 2:14 |
| 2. | Little Olive  | Lowe     | 2:40 |